# All Is Lost
All Is Lost é um filme de drama de 2013 dirigido por J.C. Chandor. 
Foi indicado ao Oscar de melhor edição de som na edição 2014.